# Sebastian Brant
Sebastian Brant (també Brandt) (Estrasburg, 1457 o 1458 - Estrasburg, 10 de maig de 1521) va ser un humanista i satíric alsacià.

## Biografia

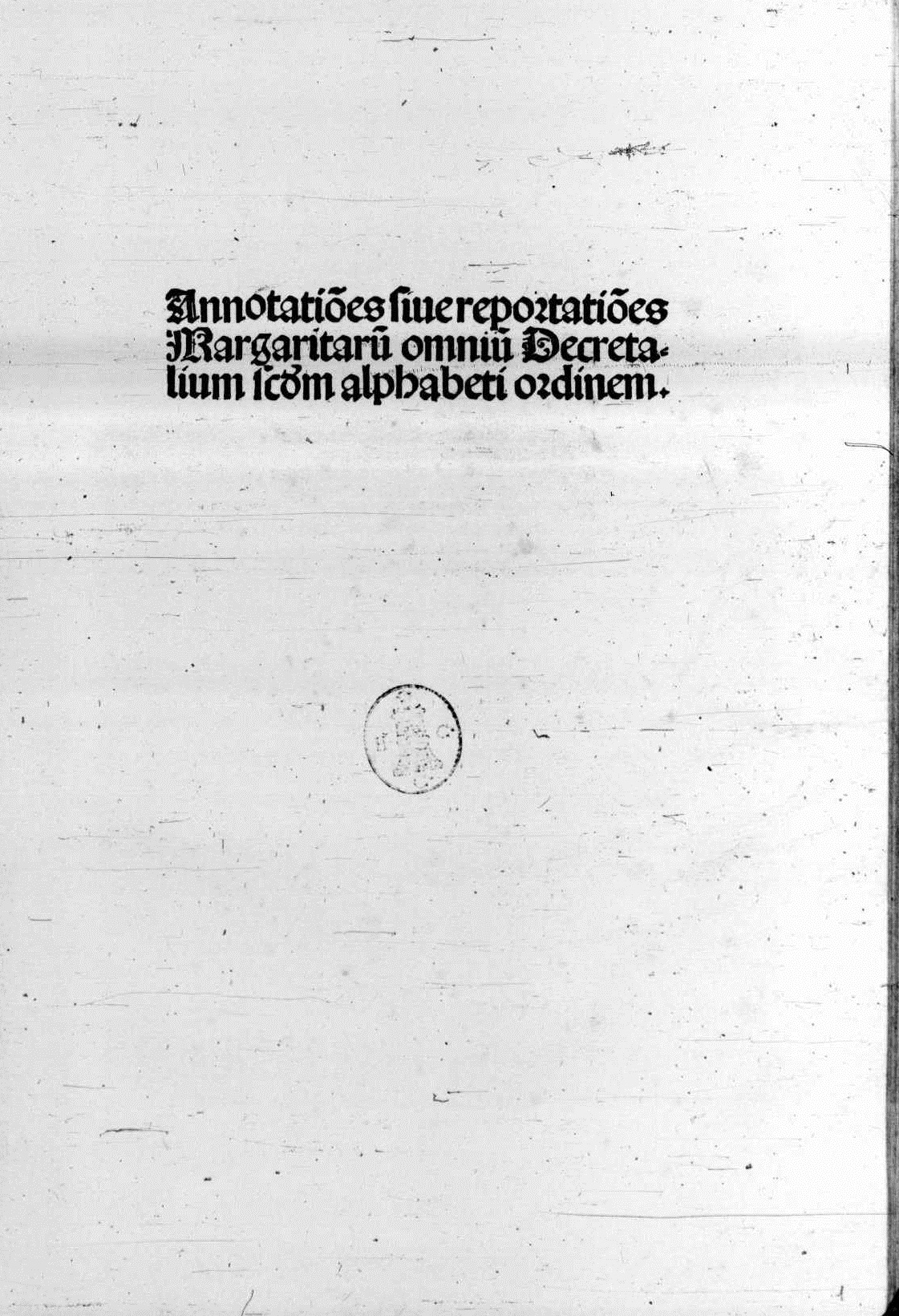
Margarita Decretalium, 1496

Va estudiar a Basilea, on va obtenir el grau de doctor en dret el 1489, i per algun temps va ensenyar jurisprudència allí. Retornant a Estrasburg, se'l feia síndic de la ciutat, i hi romangué per la resta de la seva vida.
Inicialment, va atreure atenció en els cercles humanístics per la seva poesia llatina i va editar moltes obres eclesiàstiques i legals; però és ara només conegut per la seva famosa sàtira Das Narrenschiff (1494), la popularitat i influència de la qual no es va limitar a Alemanya. Sota la forma d'una al·legoria, un vaixell carregat amb ximplets i conduït per ximplets se'n va al paradís dels ximplets, Narragonia. Allí, Brant fueteja amb vigor les debilitats i vicis del seu temps. Aquí concep Sant Grobian, del qual imagina que és el sant patró de la gent vulgar i tosca.
Encara que, com la majoria dels humanistes alemanys, va ser essencialment conservador en els seus punts de vista religiosos, els ulls de Brant eren oberts als abusos de l'Església, i el Narrenschiff va ser una preparació més eficaç de la Reforma protestant. El Ship of Fools d'Alexander Barclay (1509) és una imitació lliure del poema alemany, i una versió llatina per Jacobus Locher (1497) no era menys popular que l'original alemany.
Les altres obres de Brant, de les quals la principal va ser una versió del Bescheidenheit de Freidank (1508), són d'interès i importància inferior.

## Literatura de ximplets

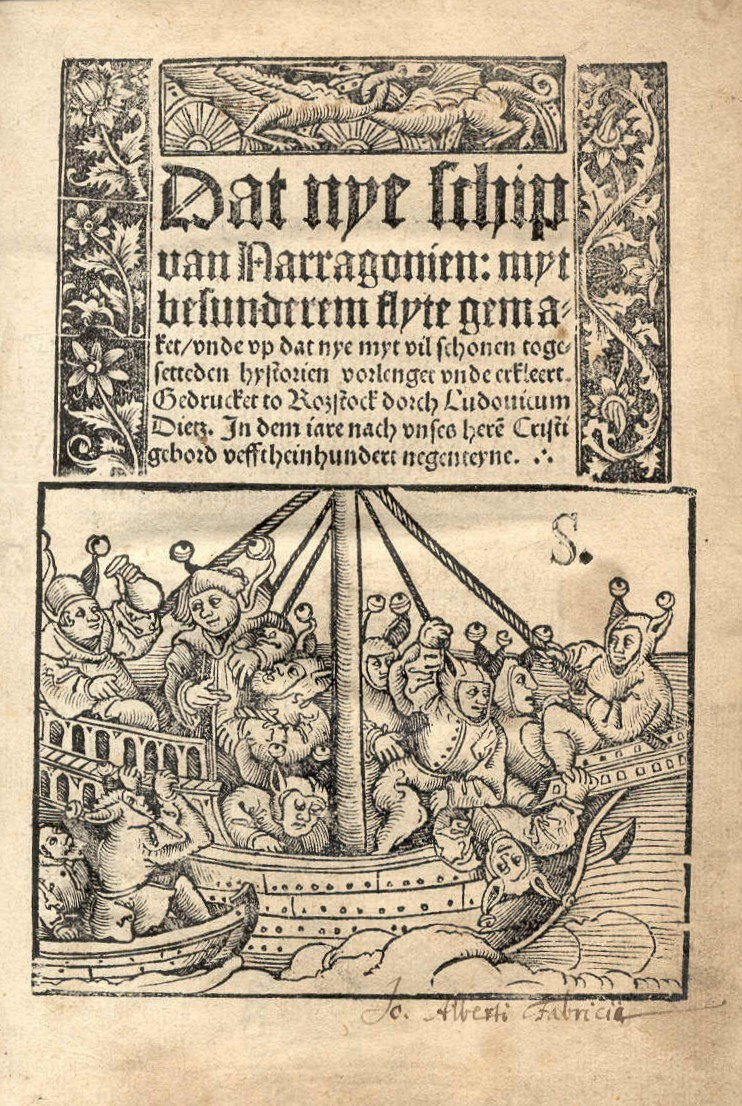
Frontispici del Narrenschiff (1519).

Hi ha també una gran quantitat de literatura de ximplets. Nigel de Longchamps, anomenat Wireker, un monjo del priorat de l'església de Crist, a Canterbury, va escriure un Speculum stultorum (1180?) satíric, en el qual un monjo ambiciós i descontent figurat com l'ase Brunellus, desitjava una cua més llarga. Brunellus, que havia estat educat a París, decideix fundar un orde de ximplets, que combinaria els bons punts de tots els ordes monàstics existents. Cock Lovell's Bate de Lovell (imprès per Wynkyn de Worde, circa 1510) és una altra imitació del Narrenschiff. Cock Lovell és un cuireter fraudulent que reuneix al seu voltant un grup de comerciants murris. Recorren d'una manera sediciosa les valls i muntanyes de tota l'Anglaterra.

## Obres
- Obres de Sebastian Brant al Projecte Gutenberg.

- Stultifera navis (Das Narrenschiff en llatí).